# OSF.8759
OSF.8759 é um vírus de computador que infeta ficheiros binários ELF em sistemas Linux.

## Características
O vírus aumenta o tamanho do ficheiro infetado em 8759 bytes. 4662 desses bytes são de um backdoor anexado no final do ficheiro. De acordo com Viruslist.com esse backdoor está desenhado de forma a que não esteja ligado à estrutura do ELF, permitindo que versões alteradas possam ser mais tarde facilmente incorporadas.
O vírus tenta infetar todos os ficheiros do diretório atual de forma recursiva, e caso esteja executando através de uma conta root, tenta infetar todos os ficheiros do diretório /bin. Em qualquer caso, não mais de 201 ficheiros são infetados de uma vez. Além de que o vírus evita infetar os ficheiros em /dev, /proc e todos os ficheiros com o sufixo ps (como por exemplo maps). O backdoor sonda a porta 3049 através do protocolo UDP e providencia comandos internos para executar ficheiros no sistema.
Após ser executado, o vírus tenta alterar as definições do Firewall para que não interfira com a operação do backdoor.

## Outras designações
- IRC-Worm.Osf.8759
- Linux/OSF-A
- Linux.Osf.3974
- Linux/Osf.8759
- Unix/Osf.A
- ELF:Osf-E-8759
- Linux/Osf.A
- Linux.Jac.8759
- ELF_GMON.A[1]